# Дедзіма
Деджіма (яп. 出島, деджіма, «висувний острів»; нід. Desjima, лат. Decima) — штучний острів, споруджений 1636 року за наказом самурайського уряду в Едо на півдні Наґасакі, у Японії. Мав форму віяла площею в 1,3 га. Був єдиним осередком японсько-європейської торгівлі, яку вела Голландська Ост-Індійська компанія з 1641 по 1859 роки, в часи ізоляції Японії від Заходу. Відігравав роль японського «вікна в Європу».
Після Канаґавського договору, підписаного 31 березня 1854 року в містечку Канаґава між Японією і США, з курсом ізоляції Японії було покінчено, країна повністю відкрилася для зовнішніх і дипломатичних відносин, а Деджіму було скасовано та пізніше введено у склад Наґасакі за допомогою рекультивації земель. У 1922 році Деджімський Нідерландський Торговий Пункт було визначено місцем японської національної історії, у 21 сторіччі відбуваються спроби відновити Деджіму як острів.

## План Деджіми
| - 1. Кімната капітана (カピタン部屋) - 2. Кімната старшого наглядача (乙名部屋) - 3. Кімната перекладачів (通詞部屋) - 4. Кухня (料理部屋) - 5. Кімната спостерігача (検使部屋) - 6. "Водяні ворота" (水門) - 7. Причал (荷揚場) | - 8. Комора А (イ之蔵) - 9. Комора В (ロ之蔵) - 10. Кімната хірурга-голландця (外科蘭人部屋) - 11. Головні ворота (表門) - 12. Спальня (花園玉突場) - 13. Сад і город (花畠) - 14. Сторожка (番所) | - 15. Пральня (洗濯場) - 16. Кімната міщан (町人部屋) - 17. Свинарник (豚小屋) - 18. Корівник (牛小屋) - 19. Теслярня (大工小屋) - 20. Місце оголошень (制札場) |

## В літературі
Деджіма є місцем дії роману «Тисяча осеней Якоба де Зута» («The Thousand Autumns of Jacob de Zoet») британського письмменника Девіда Мітчелла.